# Morgenrøde over Paris
Morgenrøde over Paris (russisk: Зори Парижа) er en sovjetisk film fra 1936 af Grigorij Rosjal.
Filmen handler om den polske revolutionære Jaroslav Dombrowski, der ledte hæren under Pariserkommunen i 1871.

## Medvirkende
- Nikolaj Plotnikov som Dombrovskij
- Jelena Maksimova som Catherine Millard
- Andrej Abrikosov som Etienne Millard
- Viktor Stanitsyn som Shtaiper
- Dmitrij Dorljak som Eugene Gorrot